# Eloi Metullus
Eloi Metullus   (1892 - valor desconegut) va ser un tirador haitià que va competir durant la dècada de 1920.
El 1924 va prendre part en els Jocs Olímpics de París, on guanyà la medalla de bronze en la prova de rifle lliure per equips, formant equip amb Ludovic Augustin, Destin Destine, Astrel Rolland i Ludovic Valborge, del programa de tir.